# Gentianella scopulorum
Gentianella scopulorum är en gentianaväxtart som beskrevs av Glenny. Gentianella scopulorum ingår i släktet gentianellor, och familjen gentianaväxter. Inga underarter finns listade i Catalogue of Life.